# Kostel Všech svatých (Staré Hvězdlice)
Kostel Všech svatých ve Starých Hvězdlicích je římskokatolický kostel zasvěcený Všem svatým (v literatuře se uvádí též zasvěcení sv. Cyrilu a Metodějovi, zřejmě dle jejich zpodobení na oltářním obraze z roku 1854). Je filiálním kostelem farnosti Hvězdlice. Je chráněn jako kulturní památka.

## Historie
Pozdně románský kostel pochází z poloviny 13. století. V 17. století prošel chrám barokní přestavbou, přičemž původní jádro kostela bylo zachováno. Roku 1827 byl kostel opraven. Okolo roku 2012 prošel chrám celkovou obnovou.

## Vybavení
Ve věži je zavěšen renesanční zvon, odlitý roku 1568 vyškovským mistrem Filipem.

## Exteriér
Kostel stojí na vyvýšeném místě v obci uprostřed hřbitova s některými cennými náhrobky. Při bočním vstupu na hřbitov se nachází litinový kříž. Za hřbitovem stojí památný strom (dub letní).

## Odkazy

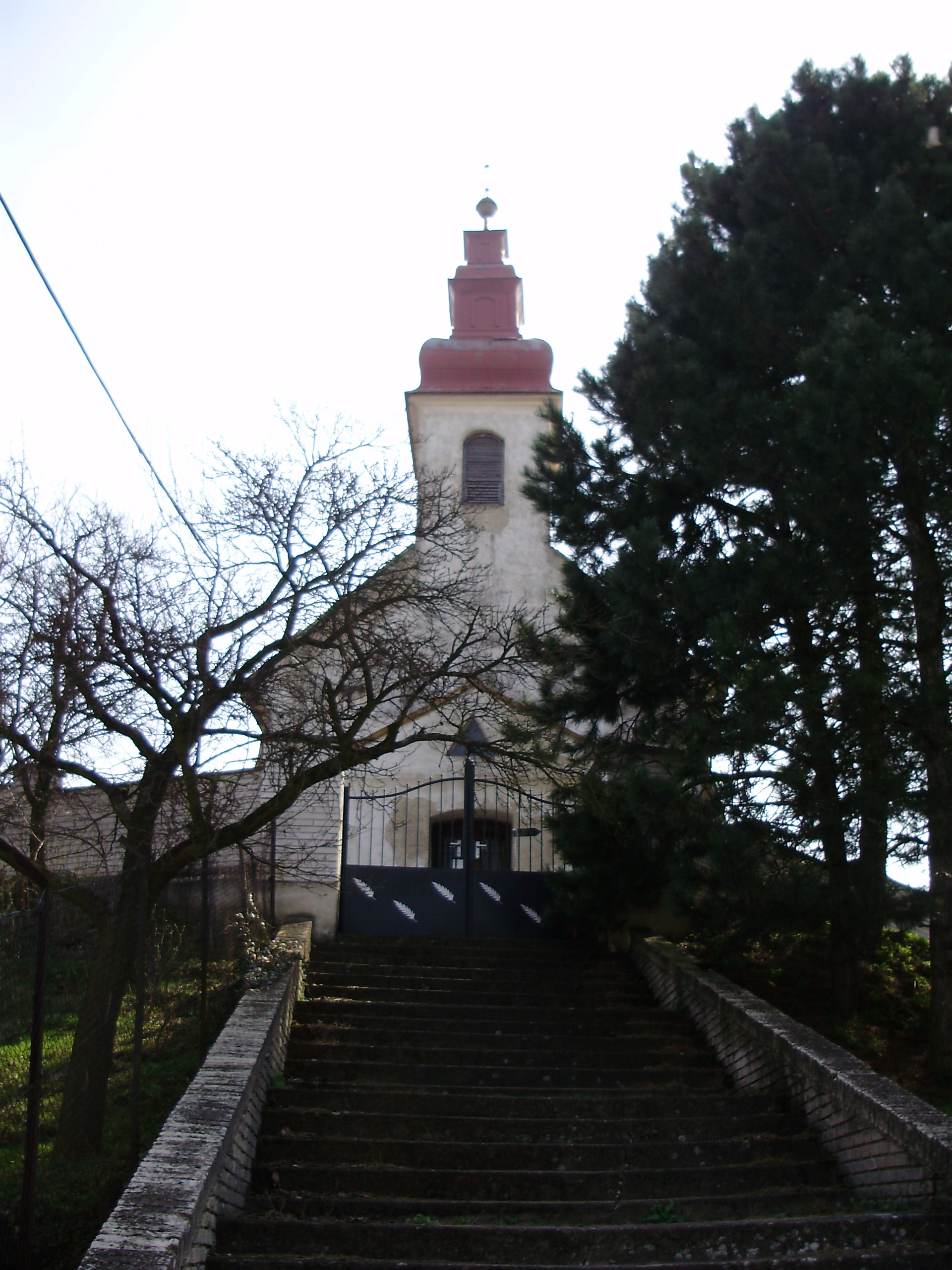
Pohled na kostel zepředu